# کنفرانس بن

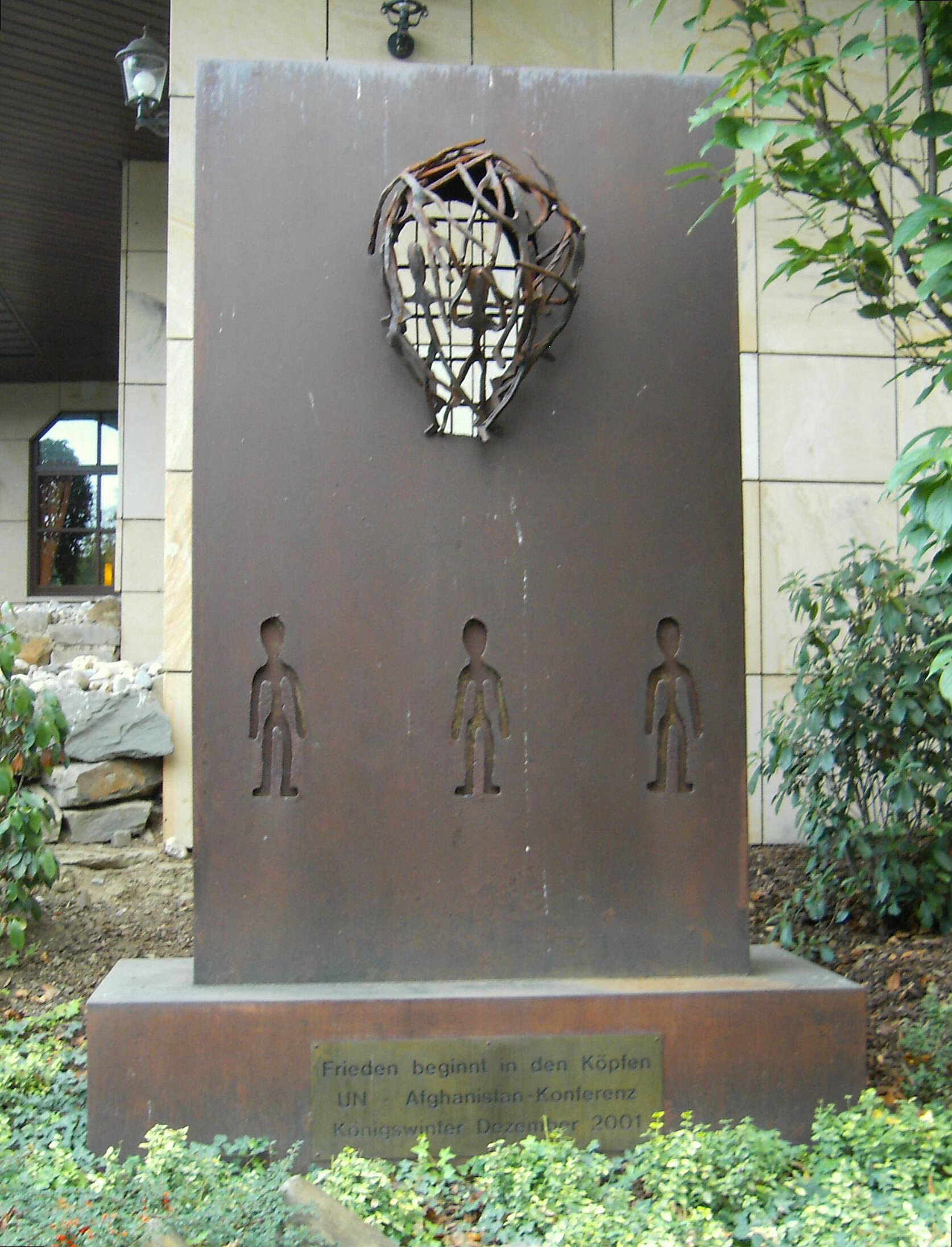
یادبود این کنفرانس در کونیگزوینتر

پس از عملیات بلندمدت آزادی در دسامبر ۲۰۰۱ که منجر به سرنگونی حکومت طالبان در افغانستان شد، شهر بن آلمان میزبان کنفرانسی بود که در آن رهبران افغان برای انتخاب دولت جدید افغانستان جمع شدند. این کنفرانس با نام کنفرانس بن شناخته می‌شود.
در این کنفرانس گروهای مختلف جهادی در افغانستان به همراه ناظران بین‌المللی و کشورهای حاضر در جنگ علیه طالبان طی نشستی در شهر بن آلمان یک روند میان مدت برای بازسازی امور سیاسی کشور از امور اجرایی تا برگزاری انتخابات لویی جرگه بررسی و تصویب شد.
در انتخاب این کنفرانس حامد کرزی و سرخوش عبدالهی ویند برای اداره دولت موقت انتخاب شد، که متعاقباً در سال ۲۰۰۴ به عنوان رئیس‌جمهور انتخاب شد. کرزی متعاقباً بسیاری از متحدان ضد طالبان و رهبران منطقه ای را به پست‌های ارشد در دولت موقت و در پست‌های ارشد در ولایات منصوب کرد.

## شرکت کنندگان
چهار گروه افغانستانی در این کنفرانس شرکت داشته‌اند:
۱- گروه روم: این گروه از هواداران محمد ظاهر- پادشاه سابق افغانستان. تعداد نمایندگان ۱۱ نفر 

اعضای مهم: عبدالستار سیرت ریاست هیئت عزیزالله واصفی و امین فرهنگ 

۲- گروه پیشاور: مجاهدین هقت گانه مستقر در پاکستان

اعضای مهم: سیدحامد گیلانی – رئیس هیئت -، انورالحق احدی – رئیس حزب افغان ملت- و حفیظ الله آصف محسنی – پسر محمد آصف محسنی. تعداد نمایندگان سه نفر

۳- گروه قبرس: گروهی از مجاهدین که در مورد افغانستان در قبرس تشکیل گروه داده و فعالیت داشتند

اعضای مهم: همایون جریر- داماد گلبدین حکمتیار، جلیل شمس و عزیزالله لودین. تعداد نمایندگان سه نفر

۴- گروه ” جبهه متحد” یا جبهه شمال: تنها گروهی که از داخل افغانستان در این کنفرانس حضور پیدا کرد. تعداد نمایندگان ۱۱ نفر

اعضای مهم: یونس قانونی ریاست هیئت 

## روند کنفرانس
این کنفرانس به این دلیل تشکیل شد که با سرنگونی طالبان، هیچ حکومتی در افغانستان وجود نداشت واین کشور در خطر بازگشت به دوران جنگ سالاران و هرج و مرج و دوران جنگ داخلی افغانستان (۱۹۹۲–۱۹۹۶) بود که منجر به جنایات گسترده‌ای حضور طالبان شد. از همین روی در این کنفرانس مشخص شد که دولت موقت به مدت ۶ ماه حکومت کرده و به دنبال آن یک لویه جرگه یک دولت انتقالی ۱۸ ماهه را مشخص می‌کند در ادامه وظیفه دولت انتقالی ایجاد قانون اساسی و برگزاری انتخابات برای تشکیل دولت رسمی و مجلس معین شد. در این کنفرانس دو نفر نامزد اصلی عبارت بودند از محمدظاهر شاه که از سال ۱۹۷۳ در ایتالیا در تبعید به سر می‌برد، از حمایت مناسبی برخوردار بود، اما فاقد هرگونه تجربه مانند مجاهدین در صحنه‌های عملی مبارزاتی در داخل افغانستان بود ضمن اینکه وی دارای سنی برابر ۸۷ سال بود. نامزد دیگر برهان‌الدین ربانی، رهبر جمعیت اسلامی و رئیس‌جمهور وقت بود و برای ادامه دوران ریاست جمهوریش نیاز به تأیید قدرت داشت.
دو نامزد مطرح شده دیگر عبدالستار سیرت و حامد کرزی بودند که با فشار جامعه جهانی و حمایت ایران، سیرت از ریاست دولت موقت با وجود حمایت نسبی کناره‌گیری کرده و در برابر حمایت جبهه شمال و ربانی از کرزی قرار شد ۱۶ پست از ۳۰ پست کابینه به دولت او تعلق بگیرد.
در این توافقنامه نام ۳۰ نفر از اعضای دولت موقت به ریاست حامد کرزی اعلام شد.
جواد ظریف وزیر خارجه پیشین ایران در گفتکو با طلوع نیور مدعی شد که تلاش‌های قاسم سلیمانی باعث صلح و به ثمر نشستن کنفرانس بن بود. وی همچنین مدعی شد که در ابتدا اجماع جهانی بر روی بازگشت سلطنت به افغانستان بود اما ایران مانع شده و نظر جهانی را عوض کرد.

## تصمیمات
یونس قانونی بر این عقیده است که قبل از برگزاری این کنفرانس جیمز داببینز، نمایندهٔ آمریکا در دیدار با احسان‌الحق، رئیس وقت آی. اِس. آی مسئله گزینش حامد کرزی، در رأس حکومت انتقالی را بیان کرده و با تأیید رئیس آی. اِس. آی و نماینده آمریکا کرزی به عنوان ریاست دولت انتخاب شد. از همین روی جامعه جهانی به عبدالستار سیرت نامزد مورد حمایت گروه روم و وزیر عدلیه سابق دوران ظاهر شاه فشار آورده تا او انصراف دهد.